# Rosenstolz
I Rosenstolz sono stati un duo pop rock tedesco di Berlino.
Il gruppo è composto da due membri, AnNa R. (voce) e Peter Plate, e, pur essendo nato nel 1991, ha raggiunto il grande successo nel 1998 con la canzone Herzensschöner. Altri successi sono stati Amo Vitam, Es könnt ein Anfang sein, Liebe ist alles, Willkommen, Ich bin ich (Wir sind wir).
I loro album Kassengift (2000), Herz (2004) e Das große Leben (2006) ed il live DVD Das große Leben - live (2006) hanno tutti raggiunto il numero uno della classifica tedesca (classifiche Media Control); Das große Leben ha raggiunto la prima posizione anche in Austria e la decima in Svizzera.
Le canzoni sono in tedesco e di tema sentimentale nella maggior parte dei casi.
Nelle loro canzoni si trovano a volte anche accenni a temi politici come i matrimoni gay in Ja, ich will (1999) o la guerra in Iraq in Laut (2003).
Nei loro concerti i Rosenstolz sono accompagnati da sette elementi, sempre gli stessi da molti anni: Zoran "Zorro" Grujovski (tastiere e chitarra acustica), Peter Koobs (chitarra), Thomy Jordi (basso) e Jens Carstens (percussioni), che hanno suonato anche in Herz e Das große Leben. Il chitarrista ed amico dei Rosenstolz Ralf Lübke ha lasciato la band dopo la tournée "Willkommen" per avere più tempo per il proprio gruppo, i "Monkeeman". Lo ha sostituito Ulrich „Ulle“ Rode, che suona anche per Right Said Fred e Konstantin Wecker. Infine vi sono Lorenzo Allacher (sassofono e chitarra acustica) e Anne de Wolff (violino, accordeon e percussioni).

## Storia del gruppo

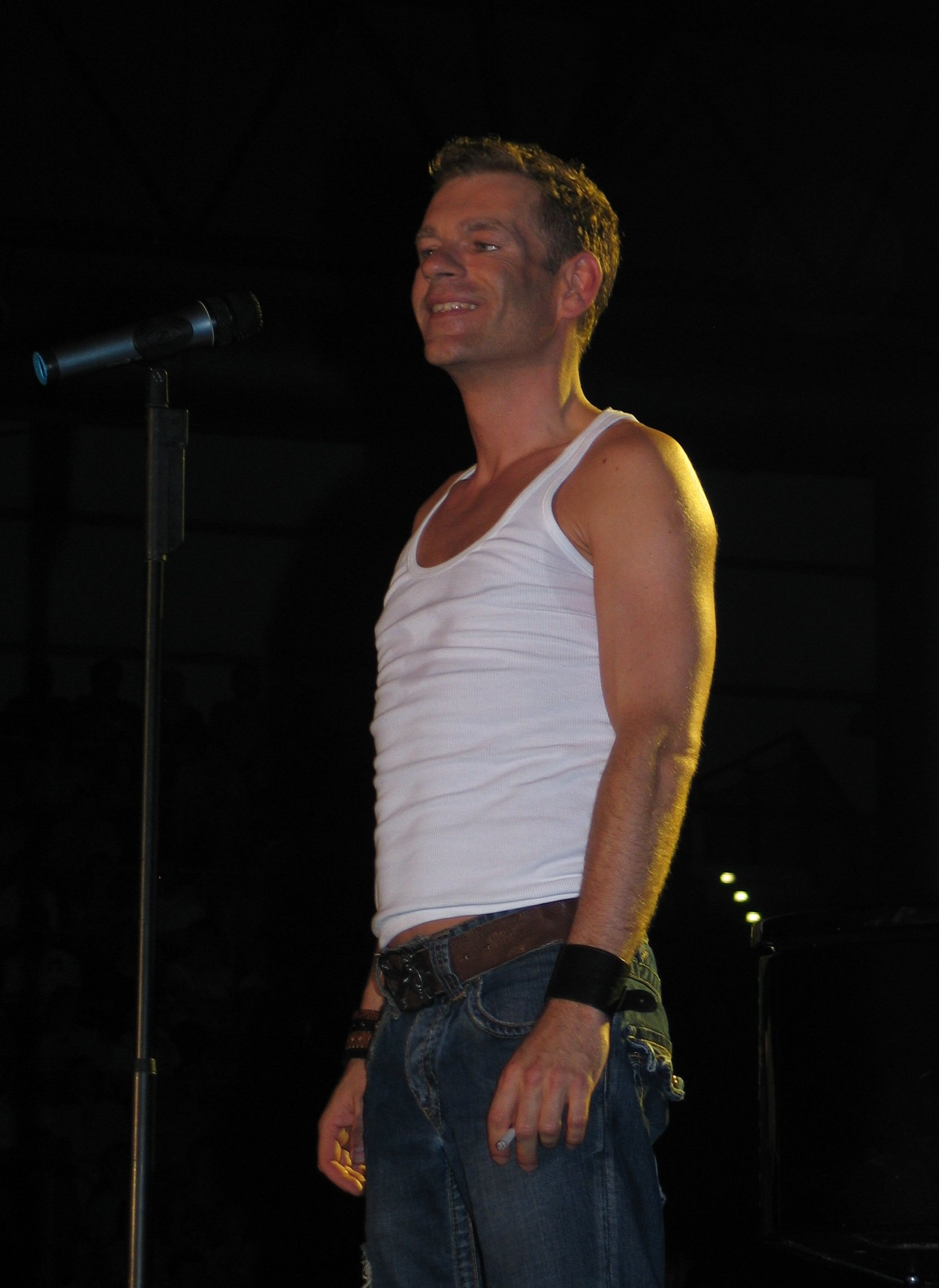
Peter Plate

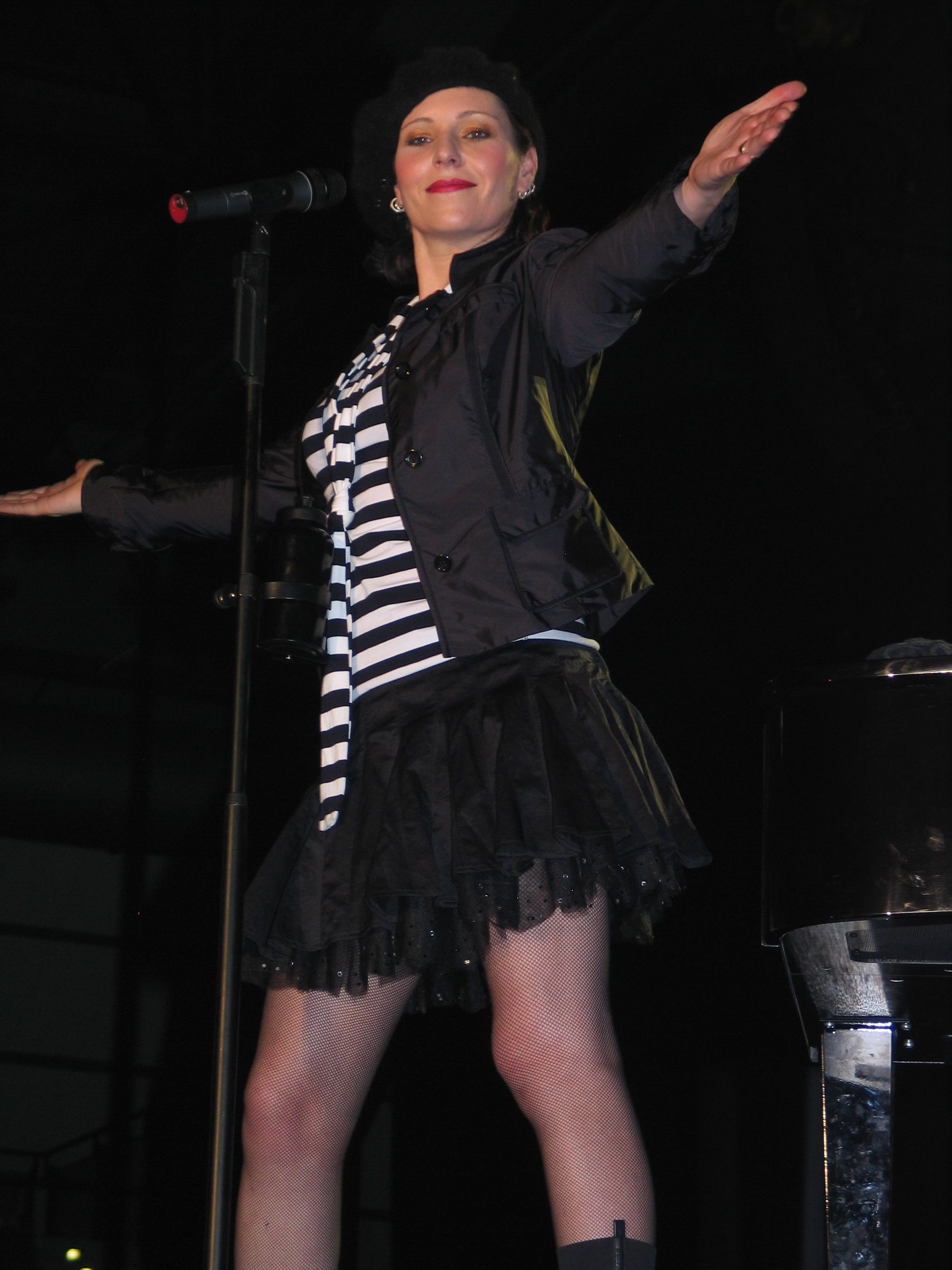
AnNa R.

Il duo Rosenstolz è formato da AnNa R. (proprio questo è il nome segnalato sui siti ufficiali) e Peter Plate.
AnNa R. è nata il 25 dicembre 1969 ed è cresciuta a Berlino Est. La prova d'ingresso per la scuola di musica di Friedrichshain fu un fallimento, per cui, prima del successo come cantante, lavorò come assistente di laboratorio e in un negozio di dischi per finanziarsi la scuola di canto. Dal 2002 è sposata con Nilo Neuenhofen, che ha diretto molti video del gruppo.
Peter Plate è nato il primo luglio 1967 a Nuova Delhi: il nonno lavorava là come diplomatico. Prima del trasferimento a Berlino nel 1990 ha vissuto per molto tempo a Goslar e Braunschweig. Prima di creare i Rosenstolz scrisse un musical con alcuni amici e incise alcune cassette che però non gli diedero popolarità. Dichiaratamente omosessuale, vive con Ulf Leo Sommer, che è anche produttore, compositore di testi e musica per i Rosenstolz.
I Rosenstolz si esibivano all'inizio in piccoli locali della scena berlinese. Il loro primo concerto fu nell'ottobre 1991 alla Galerie Bellevue di Berlino davanti a una trentina di persone. Grazie anche a un instancabile fanclub, che attaccò nella capitale tedesca in questo periodo centinaia di manifesti, il duo acquisì popolarità di anno in anno, nonostante radio e tv non trasmettessero la loro musica. Nel maggio 1997 suonarono a un concerto davanti a circa 10.000 persone a Novosibirsk, su invito del Goethe Institut. Nello stesso anno sono entrati anche per la prima volta, con l'album Die Schlampen sind müde, nella classifica dei dischi più venduti. Un salto in avanti è stato fatto nel 1998 con la qualificazione nazionale per rappresentare la Germania al concorso Eurovision Song Contest con il brano Herzensschöner, dove hanno raggiunto il secondo posto. Nel 2000 hanno conquistato con Kassengift il primo posto in classifica e, con il video di Amo Vitam, anche le tv musicali li hanno conosciuti. Nel 2003 hanno vinto i premi ECHO per il miglior sito. Il primo grande successo rimane comunque il singolo Liebe ist alles (2004) e l'album Herz, entrato direttamente al primo posto delle classifiche e diventato disco di platino in otto settimane; nel 2004 fu l'album in lingua tedesca di maggior successo e il terzo in assoluto tra tutti.
Nel 2005 sono stati nominati agli ECHO come migliore gruppo per il video di Ich komm an dir nicht weiter, (nominato anche come miglior video) e come migliori produttori musicali Peter Plate e Ulf Leo Sommer. Tra gli altri premi, hanno vinto anche il Comet per il miglior video tedesco, con Es tut immer noch weh e come miglior gruppo tedesco.
Dopo una pausa di un anno Peter e AnNa sono tornati nel 2006 con l'album Das große Leben e il suo primo singolo Ich bin ich (Wir sind wir). Nel quindicesimo anno di attività, il duo è stato in tour in Germania, Austria e Svizzera. Il secondo singolo è Nichts von alledem (tut mir leid) e come terzo singolo hanno scelto Ich geh' in Flammen auf insieme a Das Glück liegt auf der Straße. Durante il concerto all'Arena Leipzig (Lipsia) è stato girato il filmato per il DVD Das große Leben - live. 
Il primo febbraio 2007 il duo ha vinto la "Goldene Kamera" della rivista televisiva "HÖRZU" nella categoria Pop tedesco.
Il 23 marzo 2007 uscirà il nuovo singolo Aus Liebe wollt ich alles wissen. Dal loro sito su Myspace fanno sapere che da luglio inizieranno a lavorare al nuovo album. Nel 2008 torneranno in tour.

## Discografia
- 1992 - Soubrette werd' ich nie
- 1994 - Nur einmal noch
- 1994 - Sanfte Verführer
- 1995 - Mittwoch is' er fällig
- 1996 - Objekt der Begierde
- 1997 - Die Schlampen sind müde
- 1997 - Raritäten
- 1998 - Alles Gute – Das Beste von 1992–1998
- 1999 - Raritäten 2
- 1999 - Zucker
- 1999 - Zuckerschlampen Live
- 2000 - Kassengift
- 2000 - Stolz der Rose – Das Beste und mehr
- 2002 - Macht Liebe
- 2003 - Live aus Berlin
- 2004 - Herz
- 2006 - Das große Leben
- 2006 - Das große Leben Live
- 2008 - Die Suche geht weiter
- 2011 - Wir sind am Leben